# Il'ja Martynov
Il'ja Vladimirovič Martynov (in russo Илья Владимирович Мартынов?; Rostov sul Don, 25 gennaio 2000) è un calciatore russo, difensore svincolato.

## Caratteristiche tecniche
È un difensore centrale.

## Carriera

### Club

#### Krasnodar e vari prestiti
Cresciuto nel settore giovanile del Krasnodar, dal 2018 al 2020 viene impiegato con le squadre riserve del club neroverde nelle divisioni inferiori del calcio russo.
Il 25 febbraio 2021 viene ceduto in prestito al Tambov fino al termine della stagione.
Il 1º luglio 2021 passa con la medesima formula in prestito al Rotor fino al termine della stagione, per essere poi tesserato per una stagione dopo la scadenza di contratto con il Krasnodar.

#### Saturn
Il 12 luglio 2023 passa a titolo definitivo al Saturn nella terza divisione russa, dopo esser svincolato dal Rotor. Dal 1º gennaio 2024 resta svincolato dopo l'esperienza al Saturn.

### Nazionale
Ha giocato nelle nazionali giovanili russe Under-16, Under-17, Under-18, Under-19 ed Under-20.

## Statistiche
Statistiche aggiornate al 2 maggio 2021.

### Presenze e reti nei club
| Stagione        | Squadra         | Campionato      | Campionato | Campionato | Coppe nazionali | Coppe nazionali | Coppe nazionali | Coppe continentali | Coppe continentali | Coppe continentali | Altre coppe | Altre coppe | Altre coppe | Totale | Totale | Totale |
| Stagione        | Squadra         | Comp            | Pres       | Reti       | Comp            | Pres            | Reti            | Comp               | Pres               | Reti               | Comp        | Pres        | Reti        | Pres   | Reti   |        |
| --------------- | --------------- | --------------- | ---------- | ---------- | --------------- | --------------- | --------------- | ------------------ | ------------------ | ------------------ | ----------- | ----------- | ----------- | ------ | ------ | ------ |
| 2018-2019       | Krasnodar-3     | 2D              | 4          | 0          |                 | -               | -               |                    | -                  | -                  |             | -           | -           | 4      | 0      |        |
| 2019-2020       | Krasnodar-3     | 2D              | 3          | 0          |                 | -               | -               |                    | -                  | -                  |             | -           | -           | 3      | 0      |        |
| 2020-2021       | Krasnodar-3     | 2D              | 1          | 0          |                 | -               | -               |                    | -                  | -                  |             | -           | -           | 1      | 0      |        |
| 2017-2018       | Krasnodar-2     | 2D              | 1          | 0          |                 | -               | -               |                    | -                  | -                  |             | -           | -           | 1      | 0      |        |
| 2018-2019       | Krasnodar-2     | 1D              | 14         | 0          |                 | -               | -               |                    | -                  | -                  |             | -           | -           | 14     | 0      |        |
| 2019-2020       | Krasnodar-2     | 1D              | 17         | 0          |                 | -               | -               |                    | -                  | -                  |             | -           | -           | 17     | 0      |        |
| 2020-feb. 2021  | Krasnodar-2     | 1D              | 18         | 1          |                 | -               | -               |                    | -                  | -                  |             | -           | -           | 18     | 1      |        |
| gen.-giu. 2021  | Tambov          | PL              | 4          | 0          | CR              | 0               | 0               |                    | -                  | -                  |             | -           | -           | 5      | 0      |        |
| Totale carriera | Totale carriera | Totale carriera | 62         | 1          |                 | 0               | 0               |                    | -                  | -                  |             | -           | -           | 62     | 1      |        |